# Bartramia pflanzii
Bartramia pflanzii är en bladmossart som beskrevs av Brotherus 1912. Bartramia pflanzii ingår i släktet äppelmossor, klassen egentliga bladmossor, divisionen bladmossor och riket växter. Inga underarter finns listade i Catalogue of Life.